# Te Ava Piti (groupe)
Te Ava Piti est un groupe français de variétés polynésiennes formé en 1992 par Marutua Hora (dit "Mai"), Abel Paoaafaite, Vehiatua Paraue (dit "Vehia") et Émile Sham Koua (surnommé "Big Jo"), originaires de Raiatea en Polynésie française, et produit par Alphonse Vanfau.

## Biographie
Te Ava Piti est un quatuor (guitare, basse, ukulélé à quatre cordes ou ukulélé hawaïen, ukulélé à huit cordes ou ukulélé tahitien (en)), qui commence à se faire connaître dans les années 1990 en Polynésie française et à travers le Pacifique grâce à la qualité de leurs interprétations. Le groupe tire son nom de la passe de Te Ava Piti à Raiatea en Polynésie française qui donne accès au port de la commune d'Uturoa. Il est porté par à la virtuosité de son chanteur principal et joueur d'ukulélé à huit cordes, Vehia Paraue, reconnu comme un artiste à la technique exceptionnelle. Le groupe mélange interprétations de ses propres chansons, interprétations originales de chansons écrites et composées par d'autres ou reprises de morceaux traditionnels ou de morceaux créés par d'autres. Te Ava Piti chante principalement en tahitien mais aussi en paumotu, marquisien ou cookien et parfois en français ou en anglais.
Extrait de leur premier album sorti en 1992, le morceau "Pahoho", écrit et composé par Émile Sham Koua et son frère, donne au groupe une notoriété immédiate dans tout le Pacifique et un aperçu de la virtuosité technique de Vehia Paraue. En 1994, le groupe sort un nouvel album qui comprend un de leurs plus grands succès, "Te Reo Akakino", qui est une reprise d'une chanson originellement interprétée par le célèbre chanteur des îles Cook, Kutia Tuteru. Dans ce morceau à l'orchestration transfigurée, Vehia Paraue donne une interprétation remarquable à l'ukulélé. Le groupe obtient cinq récompenses aux fêtes du Heiva Upa Rau en 1994. Aux îles Cook, le succès de cette reprise du titre par Te Ava Piti est tel qu'il y crée un engouement pour l'ukulélé à huit cordes qui dure encore aujourd'hui. Le groupe fait ensuite la reprise de "Titikua", chanson originellement écrite, composée et interprétée par le célèbre chanteur des îles Marquises, Rataro Ohotoua, et qui devient un autre succès en 1995.
En juin 1996, le groupe participe au festival de Roskilde au Danemark, puis, en juillet 1996, au festival WOMAD de Reading en Angleterre. En juillet 1999, le groupe est invité à se produire au festival de musique folklorique de Førde en Norvège.
En 2001, le groupe sort "Porinetia To'u Ai'a" et, après une décennie qui a vu la sortie d'un album en moyenne chaque année, commence une période sans nouvelle production musicale. En 2012, Vehia Paraue, chanteur principal, soliste et virtuose de Te Ava Piti, décède. Toutefois, en 2013, le groupe sort un nouvel album dont le titre, emprunté à la dernière chanson "Vehia, To Mato'u Hoa Here", est un hommage à Vehia Paraue. La chanson est écrite et composée par Mai Hora. Julio Paraue figure pour la première fois dans le groupe en remplacement de son père Vehia Paraue. C'est aussi le dernier album où est présent Émile Sham Koua, qui décède en 2015,,,. Alphonse Vanfau, producteur de Te Ava Piti, présent au clavier sur certains enregistrements et, par ailleurs, accordéoniste du groupe polynésien célèbre dans les années 1960 Les Super Boys, décède en 2016,,.
Te Ava Piti est considéré comme l'un des groupes polynésiens les plus populaires de leur génération. Les compositions et les arrangements de Te Ava Piti ainsi que l'originalité de la technique de Vehia Paraue ont contribué à établir l'ukulélé à huit cordes comme instrument prééminent de la musique polynésienne et continuent à exercer une grande influence sur les musiciens d'aujourd'hui,,.

## Membres du groupe

### Membres actuels
- Marutua Hora : chant, chant principal (après 2012), ukulélé à quatre cordes
- Abel Paoaafaite : chant, guitare
- Julio Paraue : chant, ukulélé à huit cordes.

### Membres occasionnels
- Alphonse Vanfau (1942-2016) : clavier
- Morito Roihau : chant, guitare

### Anciens membres
- Vehiatua Paraue (mort en 2012) : chant principal, ukulélé à quatre, six et huit cordes
- Émile Sham Koua (1949-2015) : chant, basse

## Discographie

### Albums studio
- 1992 : Te Ava Piti – Raiatea (Studio Alphonse SACD 9205) : album éponyme nommé "Raiatea" par référence à la photo de la pochette
- 1993 : Te Ava Piti – Ha'a Mana (Studio Alphonse SACD 9310) : album éponyme nommé "Ha'a Mana" par référence au titre de la première chanson
- 1994 : Te Ava Piti – E Tumu Haari Teie (Studio Alphonse SACD 9411) : album éponyme nommé "E Tumu Haari Teie" par référence au titre de la première chanson
- 1994 : Te Ava Piti – Heiva Upa Rau (Studio Alphonse SACD 9416) : album éponyme nommé "Heiva Upa Rau" par référence à la photo de la pochette
- 1995 : Rumaruma Te Mou'a – Himene Tatarahapa (Studio Alphonse SACD 9522)
- 1996 : E Tama Hoi Au No Te Here (Studio Alphonse SACD 9632)
- 1997 : Te Ava Piti – Raihonoarii (Studio Alphonse SACD 9738) : album éponyme nommé "Raihonoarii" par référence au titre de la première chanson
- 1999 : Taura O Te Here (Studio Alphonse SACD 9948)
- 2000 : Poème à mon aïeul (Studio Alphonse SACD 0055)
- 2001 : Porinetia To'u Ai'a (Studio Alphonse SACD 2062)
- 2013 : Vehia, To Mato'u Hoa Here (Studio Alphonse SACD TAP1301)

### Compilations
- 1994 : Polynesian Music Festival '93 (Raging Goose Productions PMFT 001) : la compilation de dix-neuf morceaux enregistrés en public au festival de musique polynésienne de Rarotonga de 1993 comprend la chanson "Pahoho" interprétée par Te Ava Piti
- 1995 : Super variétés 1994 (Studio Alphonse SACD 9518) : la compilation de quatorze morceaux comprend la chanson "Titikua" interprétée par Te Ava Piti
- 1997 : What Summer Is Made For – WOMAD Festival Live At Rivermead, Reading (Real World Records) : la compilation de treize morceaux enregistrés en public au festival WOMAD de Reading de 1996 comprend la chanson "E Te Fatu" interprétée par Te Ava Piti
- 1998 : Tahiti super bringue – Vol. 1 (Studio Alphonse SACD 9843) : la compilation de treize morceaux comprend les chansons "Te Atua I Te Rai", "Te Uputa O Te Aroha", "I Roto 126", "Ina Douce Argentina", "Te Reo Akakino", "Mes amis" et "Himene Tatarahapa" interprétées par Te Ava Piti
- 1999 : Tahiti super bringue – Vol. 2 (Studio Alphonse SACD 9954) : la compilation de quinze morceaux comprend les chansons "Arepurepu", "Belle sirène", "Te Mou'a", "E Te Fatu Teie Hoi Au" et "E Tama Hoi Au No Te Here" interprétées par Te Ava Piti
- 2009 : Tahiti variétés – Kwany's coup d'cœur – Vol. 1 (Studio Alphonse SACD 0901) : la compilation comprend le morceau "Titikua" interprété par Te Ava Piti
- 2012 : Te Ava Piti – Kwanys coup d'cœur – Vol. 8 (Studio Alphonse SACD 1208) : compilation réalisée par Kwany's[17], disquaire de Nouméa en Nouvelle-Calédonie, en hommage à Vehia Paraue
- 2013 : Te Ava Piti – Coup d'cœur Kwany's – Vol. 10 (Studio Alphonse SACD 1310) : nouvelle compilation en hommage à Vehia Paraue

### Chansons à succès
| Version tahitienne | Traduction française |
| --- | --- |
| Refrain : Pahoho o te miti te Avarua 'Ua tau ti'iti'i hia ta'u ari'i I te tiare 'apetahi tiare 'una'una No to'u 'ai'a here hia e au'e Uturoa mata a'ia'i Matotea tei ni'a Tepua tei raro pahoho Refrain Mara'amu taurere Te mata'i no to'u 'ai'a Tepua tei raro pahoho | Refrain : Brisants de la mer à Avarua Saison mandée par mon roi Le tiaré apétahi fleur splendide De mon pays tant aimé Uturoa au beau regard Matotea au-dessus Tepua au-dessous des brisants Refrain L'alizé du sud Le vent de mon pays Tepua au-dessous des brisants |

| Version marquisienne | Traduction française |
| --- | --- |
| Hoata nei to koe poótu E Titikua e I vaveka te tau tahia nui Úa íó koe Kaié ia na maua nei Refrain : Mei heó mati Te kanahau to koe mata Titikua hoí Me he roti puaha mau To koe nino Titikua hoí I te popo ui nui Úa ió hoí to koe poótu E Titikua e E koakoa ia na maua Tahia ia na to mau tuakana A heé mai a heé mai A hoki au ia koe Refrain Titikua hoí I te popo ui nui | Ta beauté éclaire ici Ô Titikua Parmi les grandes princesses Ne pars pas C'est là une fierté pour nous deux ici Refrain : D'un arbre fort Admirable ton visage Titikua certes Comme des roses écloses Ton corps Titikua certes Dès que le soleil se lève Ta beauté certes apparaît Ô Titikua Ô c'est là une joie pour nous deux C'est là une princesse pour ses frères aînés Viens ici viens ici C'est moi qui te fais un baiser Refrain Titikua certes Dès que le soleil se lève |